# Augusztus 3.
Augusztus 3. az év 215. (szökőévben 216.) napja a Gergely-naptár szerint. Az évből még 150 nap van hátra.
Névnapok: Hermina + Ágost, Ágosta, Augusztusz, Bennó, Haralda, Harmat, Harmatka, István, Kamélia, Kendra, Kim, Kimberli, Kira, Kirilla, Lida, Lígia, Mirtill, Nikodémia, Nikodémusz, Stefán, Tea, Teréz, Tereza, Teréza, Terézia, Teri, Terka, Tessza, Thea, Tíria

## Események
- 1057 – X. István pápát felszentelték a pápai hivatalba.
- 1492 – Kolumbusz Kristóf elindul Huelvából, hogy nyugat felől jusson el Indiába. Október 12-én kiköt a Bahama-szigeteken, "felfedezi Amerikát".
- 1601 – A goroszlói csatában a Habsburg Birodalom hadserege Giorgio Basta parancsnoksága alatt legyőzi Báthory Zsigmond erdélyi fejedelem seregét.
- 1708 – II. Rákóczi Ferenc seregei vereséget szenvednek az osztrák császári haderőtől Trencsén mellett.
- 1904 – Nagyszebenben megnyílik az első trolibuszüzem a történelmi Magyarország területén.
- 1914 – Németország hadat üzen Franciaországnak.
- 1914 – Törökország elzárja a Dardanellákat.
- 1948 – Tildy Zoltán után Szakasits Árpád lesz a Magyar Köztársasági elnöke.
- 1961 – Felállításra kerül az 5. összfegyvernemi hadsereg-parancsnokság, a 11. harckocsi-, a 15. gépkocsizó lövész-, valamint az 1. honi légvédelmi hadosztály, a Repülő-műszaki Tiszti Iskola, illetve a HM Anyagi-Technikai Főcsoportfőnökség.
- 1990 – Göncz Árpádot az országgyűlés a Magyar Köztársaság elnökévé választja.
- 2004 – A Cape Canaveral űrközpontból útjára indul a MESSENGER nevű amerikai űrszonda, amelynek feladata a Merkúr holdjaként méréseket végezni a bolygóról.

## Sportesemények
Formula–1
- 1952 –  német nagydíj, Nürburgring – Győztes: Alberto Ascari (Ferrari)
- 1958 –  német nagydíj, Nürburgring – Győztes: Tony Brooks  (Vanwall). Ezen a nagydíjon vesztette életét Peter Collins.
- 1969 –  német nagydíj, Nürburgring – Győztes: Jacky Ickx  (Brabham Ford)
- 1975 –  német nagydíj, Nürburgring – Győztes: Carlos Reutemann  (Brabham Ford)
- 2003 –  német nagydíj, Hockenheimring – Győztes: Juan Pablo Montoya (Willams BMW)
- 2008 –  magyar nagydíj, Hungaroring – Győztes: Heikki Kovalainen  (McLaren Mercedes)
- 2025 –  magyar nagydíj, Hungaroring – Győztes: Lando Norris  (McLaren-Mercedes)

## Születések
- 1791 – Maderspach Károly magyar kohómérnök († 1849)
- 1817 – Habsburg–Tescheni Albert főherceg, Teschen hercege, császári tábornagy, főhadparancsnok († 1895)
- 1817 – Jubál Károly, az 1848–49-es szabadságharcot követő függetlenségi szervezkedések egyik vezetője és vértanúja († 1853)
- 1841 – Róth Márton iglói főgimnáziumi tanár, a Magas-Tátra korabeli turistamozgalmának kiemelkedő alakja. († 1917)
- 1847 – Schneller István pedagógiai író, egyetemi tanár, a Magyar Tudományos Akadémia levelező tagja († 1939)
- 1860 – William Kennedy Dickson, amerikai feltaláló, filmrendező († 1935)
- 1863 – Gárdonyi Géza (er. Ziegler Géza) magyar író, újságíró († 1922)
- 1896 – Iona Emmanuilovics Jakir szovjet tábornok, katonai reformer († 1937)
- 1899 – Louis Chiron monacói autóversenyző († 1979)
- 1923 – III. Senuda kopt pápa, az alexandriai kopt ortodox egyház 117. vezetője és egész Afrika patriarchája Szent Márk evangélista szent apostoli trónján. († 2012)
- 1924 – Leon Uris amerikai zsidó író († 2003)
- 1926 – Tony Bennett Grammy-díjas amerikai jazzénekes († 2023)
- 1927 – Bozó László dramaturg, rádiós szerkesztő, a Magyar Rádió főrendezője († 2009)
- 1930 – Lévai Sándor magyar bábszínész, báb- és díszlettervező, „Süsü” tervezője († 1997)
- 1935 – Török Ferenc kétszeres olimpiai bajnok magyar öttusázó
- 1937 – Singer Éva (Kármentő Éva) Balázs Béla-díjas magyar  filmvágó, érdemes művész
- 1938 – Domonkos Béla magyar bábművész († 2024)
- 1940 – Martin Sheen amerikai színész
- 1943 – Bollobás Béla magyar matematikus
- 1952 – Másik János magyar zeneszerző, billentyűs, énekes, gitáros
- 1953 – Wahorn András Munkácsy Mihály-díjas festőművész
- 1958 – Lambert Wilson francia színész
- 1962 – Kalocsai Zsuzsa Jászai Mari-díjas magyar színésznő, operettprimadonna, énekesnő, érdemes művész.
- 1963 – James Hetfield amerikai gitáros, énekes, a Metallica alapító tagja
- 1972 – Marozsán Erika magyar színésznő
- 1972 – Janza Kata Jászai Mari-díjas magyar színésznő, musicalénekesnő
- 1977 – Köves Dóra magyar színésznő
- 1977 – Tom Brady amerikaifutball-játékos
- 1978 – Juan Carlos Higuero spanyol sprinter
- 1981 – Jonathan Murphy amerikai színész
- 1984 – Jon Foster amerikai színész
- 1984 – Carah Faye Charnow amerikai énekes (Shiny Toy Guns)
- 1984 – Ryan Lochte amerikai úszó
- 1984 – Kyle Schmid kanadai színész
- 1985 – Ruben D. Limardo Gascon venezuelai kardvívó
- 1986 – Daniel Akpeyi nigériai labdarúgó
- 1988 – Fabio Scozzoli olasz úszó
- 1989 – Jules Bianchi francia autóversenyző († 2015)
- 1999 – Nemo Mettler, svájci énekes, rapper, zeneszerző, a 2024-es Eurovíziós Dalfesztivál győztese

## Halálozások
- 1460 – II. Jakab skót király (* 1430)
- 1780 – Étienne Bonnot de Condillac francia filozófus (* 1715)
- 1792 – sir Richard Arkwright angol vállalkozó, a mai szárnyas orsóval működő előfonógép elődjének feltalálója és a kártológép tökéletesítője (* 1732)
- 1849 – Vidos József 1848–49-es nemzetőr parancsnok, kormánybiztos (* 1805)
- 1857 – Eugène Sue teljes nevén Joseph Marie Eugène Sue francia író (* 1804)
- 1866 – Klauzál Gábor magyar politikus, Batthyány Lajos kormányának minisztere (* 1804)
- 1898 – 
  - Karl Gustav Adolf Knies közgazdász, a német történeti iskola képviselője, az MTA tagja (* 1821)
  - Charles Garnier francia neobarokk építész, két kiemelkedő munkája a párizsi Opera (1874) és a monte-carlói kaszinó (1879) (* 1825)
- 1903 – Szakáll Gyula magyar orvosdoktor, az állatorvosi főiskola magántanára (* 1872)
- 1910 – Katona Lajos néprajzkutató, filológus, irodalomtörténész, az MTA tagja (* 1862)
- 1923 – Gerster Béla magyar mérnök, a Korinthoszi-csatorna tervezője, és kivitelezésének főmérnöke (* 1850)
- 1924 – Joseph Conrad (er. Teodor Józef Konrad Korzeniowski) lengyel származású brit regényíró (* 1857)
- 1927 – Edward Bradford Titchener angol pszichológus, akinek nevét saját pszichológiai irányzata, a strukturalizmus tette híressé (* 1867)
- 1929 – Emile Berliner Németországban született amerikai feltaláló. Az első gramofon és a barázdás hanglemez megalkotója. (* 1851)
- 1948 – Bédy-Schwimmer Rózsa magyar feminista újságíró, a magyarországi feminista mozgalom egyik kiemelkedő személyisége (* 1877)
- 1949 – Ignotus, magyar publicista, költő, író (* 1869)
- 1954 – Sidonie Gabrielle Colette francia regényírónő (* 1873)
- 1958 – Peter Collins brit autóversenyző (* 1931)
- 1961 – Tildy Zoltán református lelkész, politikus, magyar miniszterelnök, majd köztársasági elnök (* 1889)
- 1964 – Carel Godin de Beaufort holland autóversenyző (* 1934)
- 1968 – Konsztantyin Konsztantyinovics Rokosszovszkij (lengyelül: Konstanty Rokossowski) lengyel szárm. szovjet marsall, lengyel honvédelmi miniszter (* 1896)
- 1977
  - III. Makáriosz érsek, Ciprus elnöke (* 1913)
  - Zih Károly magyar jogász, főszolgabíró, országgyűlési képviselő (* 1885)
- 1979 – Bertil Gotthard Ohlin közgazdasági Nobel-emlékdíjas svéd közgazdász, politikus (* 1899)
- 1982 – Maros Rudolf magyar zeneszerző (* 1917)
- 1984 – Lengyel Gizi magyar színésznő (* 1903)
- 1994 – Innokentyij Mihajlovics Szmoktunovszkij szovjet–orosz színész (* 1925)
- 1994 – Gönci Sándor fotóművész, a magyar szociofotó-irányzat jelentős képviselője (* 1907)
- 2006 – Elisabeth Schwarzkopf német operaénekesnő, szoprán (* 1915)
- 2008 – Alekszandr Iszajevics Szolzsenyicin Irodalmi Nobel-díjas orosz író (* 1918)
- 2010 – Gaál Gabriella magyar nótaénekesnő (* 1930)
- 2011 – Kóti Kati Aase-díjas magyar színésznő (* 1938)
- 2019 – Ambrus Miklós olimpiai bajnok magyar vízilabdázó (* 1933)

## Nemzeti ünnepek, emléknapok, világnapok
- a függetlenség napja Nigerben (1960)
- Venezuela zászlajának napja
- Egyenlítői-Guinea: Hadsereg napja